# Palmarejo (Lajas)
Palmarejo es un barrio ubicado en el municipio de Lajas en el Estado Libre Asociado de Puerto Rico. En el Censo de 2010 tenía una población de 3750 habitantes y una densidad poblacional de 156,51 personas por km².

## Geografía
Palmarejo se encuentra ubicado en las coordenadas 17°59′41″N 67°4′37″O / 17.99472, -67.07694. Según la Oficina del Censo de los Estados Unidos, Palmarejo tiene una superficie total de 23.96 km², de la cual 18.69 km² corresponden a tierra firme y (22%) 5.27 km² es agua.

## Demografía
Según el censo de 2010, había 3750 personas residiendo en Palmarejo. La densidad de población era de 156,51 hab./km². De los 3750 habitantes, Palmarejo estaba compuesto por el 80.11% blancos, el 5.89% eran afroamericanos, el 0.32% eran amerindios, el 0.03% eran asiáticos, el 0.08% eran isleños del Pacífico, el 11.95% eran de otras razas y el 1.63% pertenecían a dos o más razas. Del total de la población el 99.39% eran hispanos o latinos de cualquier raza.